# Леонардо, Ведрик
Ведрик Леонардо (индон. Veddriq Leonardo; 11 марта 1997) — индонезийский спортсмен. Олимпийский чемпион по лазанию на скорость, экс-рекордсмен мира в этой дисциплине.

## Биография
Ведрик Леонардо родился 11 марта 1997 года.

## Карьера
Впервые выступил в Москве на Кубке мира в 2018 году, где стал третьим.
Ведрик не принимал участие на Олимпиаде 2020 года, будучи рекордсменом мира с результатом 5,20 в дисциплине скорость.
Стал чемпионом на Всемирных играх 2022 года.
В 2024 году дисциплина скорость стала отдельной в олимпийской программе. Ведрик прошёл квалификацию и завоевал золотую медаль, улучшив свой личный рекорд. В финале он стал олимпийским чемпионом, преодолев эталонную трассу за 4,75 с, что на одну сотую секунды медленнее мирового рекорда, установленного несколькими минутами ранее бронзовым призёром из США.